# Омарбекова, Жанат Ануарбековна
Жанат Ануарбековна Омарбекова (каз. Жанат Әнуарбекқызы Омарбекова, род. 14 августа 1961; Аксуатский район, Восточно-Казахстанская область, Казахская ССР) — казахстанский политический и общественный деятель. Депутат Мажилиса Парламента Республики Казахстан VI созыва (с 24 марта 2016 года).

## Биография
Жанат Ануарбековна Омарбекова родилась 14 августа 1961 года в Аксуатском районе Восточно-Казахстанской области.
Окончила Семипалатинский педагогический институт имени Н. К. Крупской и Казахстанско-Российский университет.
В 2007 году защитил учёную степень кандидата физико-математических, тема диссертации: «Исследование комплексного влияния электронного облучения, температуры и статической нагрузки на физико-механические свойства полимеров».

## Трудовая деятельность
С 1983 по 1984 годы — Преподаватель Семипалатинской средней школы № 39.
С 1984 по 1986 годы — Преподаватель физики в Экибастузском горном техникуме.
С 1986 по 1990 годы — Преподаватель физики в Экибастузском СПТУ-14.
С 1990 по 1994 годы — Научный сотрудник МП «АЗАТ».
С 1994 по 1999 годы — Научный сотрудник ТОО "Спортивный центр активной реабилитации инвалидов «Жанат».
С 1999 по 2008 годы — Директор Экибастузского филиала Казахского государственного женского педагогического института.
С 2008 по 2009 годы — Коммерческий директор ТОО "Спортивный центр активной реабилитации инвалидов «Жанат».
С 2009 по 2010 годы — Главный эксперт Управления координационной работы и международного сотрудничества Министерства образования и науки.
С 2010 по 2016 годы — Генеральный директор ТОО "Спортивный центр активной реабилитации инвалидов «Жанат».
С 2010 года — Президент Республиканского общественного объединения «Казахстанская конфедерация инвалидов».
С 24 марта 2016 года — Депутат Мажилиса Парламента Республики Казахстан VI созыва от партии «Нур Отан», Член Комитета по социально-культурному развитию Мажилиса Парламента Республики Казахстан.

## Награды
- 2016 года — Медаль «Шапагат»[2]
- 2016 года — Медаль «25 лет независимости Республики Казахстан»[3]
- 2018 года — Медаль «20 лет Астане»
- Лауреат премии «Қайсар Тұлға» за вклад в развитие параолимпийского спорта и др.